# Northern19
Northern19（ノーザンナインティーン）は、日本の3人組インディーズロックバンド。所属レーベルはインディーズレーベルのWIRED ReCORDS。
バンド名の由来は、「北国」出身である3人が「19」歳のときにバンドを結成したことからである。

## メンバー
- 笠原 健太郎（かさはら けんたろう）
  - Vocal&Guitar。新潟県出身。
- 敦賀 壮大（つるが そうだい）
  - Bass&Vocal。
  - 2019年 5月1日よりBass&vocalとして加入。
- 馬場 豊心（ばば あつし）
  - Drums&Chorus。青森県十和田市出身。

## 旧メンバー
- 井村 知治（いむら ともはる）
  - Bass&Vocal。新潟県出身。
  - 2019年 3月25日のライブを最後に脱退。

## ディスコグラフィー

### 配信限定シングル
1. THE WORLD IS MINE（2009年11月4日）
2. FRESH / DESTINATION UNKNOWN（2023年6月9日）
3. MAGIC TIME / CREEPSHOW（2023年8月16日）
4. INSOMNIAC（2023年11月15日）

## ミュージックビデオ
| 監督             | 曲名                                                          |
| 池田圭           | 「TONIGHT, TONIGHT」「MESSAGE」「SOS」                        |
| 大島真と末吉ノブ | 「TRUTH」                                                     |
| 末吉ノブ         | 「BLUE SKIES,BROKEN BIKE...SAME FAVORITE SONGS」「WISH」      |
| 藤井道人         | 「RELIC」                                                     |
| 渡辺素雄         | 「THE NIGHT WITHOUT A STAR」「MORATORIUM」「SMILE FOR PEACE」 |
| 佐宗謙一         | 「SNOWBLIND」                                                 |
| 不明             | 「GO」「NEVER ENDING STORY」「YES,I CAN FLY」                 |

## タイアップ
| 曲名        | タイアップ                                 |
| ----------- | ------------------------------------------ |
| Never Again | 仙台放送「mashup!音王MUSIO」オープニング曲 |

## 主なライブ

### ワンマンライブ・主催イベント
- 2008年 - Northern19レコ発"FROM HERE TO EVERYWHERE tour"
- 2009年 - Northern19『HAVE A NICE DAY!!!』
w/10-FEET/GOING UNDER GROUND
- 2010年 - 『SMILE』ツアー
- 2010年 - Northern19『HAVE A NICE DAY!!!2』
w/dustbox/B-DASH
- 2010年 - Northern19 『19』TOUR 2010
- 2011年 - Northern19『HAVE A NICE DAY!!!3』
- 2011年11月06日-26日（6公演） - Northern19 FINE AUTUMN TOUR
w/LAST ALLIANCE/B-DASH/MEANING/EGNISH/SHANK/MISSPRAY/Revolt/WESTN NUMBER/at Anytime/another sunnyday
- 2012年04月30日 - Northern19『HAVE A NICE DAY!!!4』
- 2012年06月07日〜11月10日（30公演） - EMOTIONS tour
w/GOOD4NOTHING/ONE BUCK TUNER/But by Fall/COUNTRY YARD/HEY-SMITH/LAST ALLIANCE/MY FIRST STORY/SHIT HAPPENING/TNX/at Anytime/CLEAVE/EDDY/HEAVY CLAFT/JACK POT BELL/LOVESTRUCK/MAN WITH A MISSION/MINOR LEAGUE/SiM
- 2012年12月23日 - 「WINTER,WINTER」購入者アウトストアライブ
- 2013年01月11日〜02月02日（7公演） - Northern19「LAST WINTER,FIRST STEP tour」
w/COUNTRY YARD/HEY-SMITH/Mr.JiNGLES/FOUR GET ME A NOTS/NUBO/ROTTENGRAFFTY/SECRET 7 LINE
- 2013年02月10日 - LAST WINTER,FIRST STEP tour FINAL-HAVE A NICE DAY!!!5-
- 2013年05月26日 - BACK TO IKEBUKURO 2003～Northern19 10th Anniversary&池袋MANHOLE 13th Anniversary special～
- 2013年10月03日〜12月06日（18公演） - Northern19「FOR EVERYONE tour」
w/GOOD4NOTHING/EGG BRAIN/NOA/EDDY/COUNTRY YARD/SHANK/TOTALFAT/NUBO/FREE KICK/at Anytime/FOUR GET ME A NOTS/Re:Turn/LOVESTRUCK/STOMPIN' BIRD/UNLIMITS/SECRET 7 LINE/SHIMA/My Hair is Bad/BACK LIFT/BUZZ THE BEARS/HEY-SMITH
- 2013年12月06日 - Northern19 FOR EVERYONE tour FINAL!!!
w/10-FEET
- 2014年04月19日 - Northern19 presents"TOKI ROCK NIIGATA 2014"
w/FOUR GET ME A NOTS/HAWAIIAN6/HEY-SMITH/locofrank/ROTTENGRAFFTY/SHANK
- 2014年07月16日〜10月17日（20公演） - Northern19「DISCOVERY tour」
w/BUZZ THE BEARS/FEEL FLIP
- 2014年10月24日〜11月09日（4公演） - Northern19「DISCOVERY tour FINAL SERIES」
- 2015年01月05日〜02月08日（11公演） - Northern19 tour 2015 "Hello!!! My name is N19"
w/BUZZ THE BEARS / at Anytime / COUNTRY YARD / EGG BRAIN / FEELFLIP / FOUR GET ME A NOTS / HAWAIIAN6 / LABRET / NUBO / RIDDLE / SCREW WALKER / SECRET 7 LINE
- 2015年07月23日 - 2nd mini Album発売記念ワンマンライブ～新曲全部初公開ライブ・90分一本勝負～
- 2015年10月17日 - Northern19 presents TOKI ROCK NIIGATA 2015
w/04 Limited Sazabys / dustbox / My Hair is Bad / NAMBA69 / WANIMA
- 2016年01月10日〜02月11日（7公演） - MESSENGER tour
- 2016年01月19日 - 毎月19日はノーザンの日
w/HOTSQUALL
- 2016年02月19日 - 毎月19日はノーザンの日
w/COUNTRY YARD
- 2016年03月11日 - 健太郎狩り
- 2016年03月19日 - 毎月19日はノーザンの日
- 2016年04月19日 - 毎月19日はノーザンの日
- 2016年05月19日 - 毎月19日はノーザンの日
- 2016年06月19日 - TOKI ROCK NIIGATA 2016 ～毎月19日はノーザンの日特別編～
- 2016年06月27日 - 健太郎狩り その2
- 2016年07月19日 - 毎月19日はノーザンの日
- 2016年08月19日 - 毎月19日はノーザンの日
- 2016年09月19日 - 毎月19日はノーザンの日
- 2016年10月19日 - 毎月19日はノーザンの日
- 2016年11月19日 - 毎月19日はノーザンの日
- 2016年12月19日 - 毎月19日はノーザンの日
- 2017年05月19日〜10月19日 - Northern19 6th Full album "LIFE"リリース LIVE tour 2017

- 2022年5月19日〜11月19日 - LUCKY CHARMS tour
- 2022年12月14日・12月13日 - Northern19 x Dizzy Sunfist coupling tour MxCxU tour
- 2023年3月18日 - Northern19 presents TOKI ROCK NIIGATA 2023 ～Northern19 20th ANNIVERSARY～
- 2023年6月13日 - Northern19 presents HOLY DIVERS vol.5 ～Northern19 20th ANNIVERSARY～
- 2023年8月06日 - 結成20周年企画 Northern19 60分1本勝負ワンマンライブ～新曲初披露 & MV撮影～
- 2023年9月16日 - Northern19 presents HOLY DIVERS vol.6 OSAKA Special ～Northern19 20th ANNIVERSARY～